# ジョージ・ポットマンの平成史
ジョージ・ポットマンの平成史（ジョージ・ポットマン-へいせいし）はテレビ東京で2011年10月1日から2012年3月24日まで放映された情報番組である。2011年7月19日バラエティ7で単発番組が放送され、その後レギュラー番組化した。
「テレビ誕生100周年記念番組」「テレビ東京・イギリスCBB共同製作」の表題が付けられている。

## 番組概要
イギリス・ヨークシャー州立大学歴史学部教授で新進気鋭の日本研究家・ジョージ・ポットマン（演：ランディ・ゴインズ、日本語吹き替え：二又一成）が、四半世紀を迎えた平成の歴史を研究することにより、混迷する日本社会を占う、という体裁で語られる。
2010年秋に、イギリスのCBBテレビで放送されていた「Mysterious Japan in Heisei Era」の日本語版という体裁になっているが、イギリスには「CBB」という放送局も「ヨークシャー州立大学」という大学も存在しない。番組の最後には、「ごく一部の設定はフィクションである」というテロップが最後に表示される。
こうした番組の演出は1990年代後半にNHKで放送された歴史ドキュメンタリー番組のNHKスペシャル『映像の世紀』のパロディとなっていて、番組冒頭と最後で流れるテーマ曲にも『映像の世紀』のメインテーマ曲である「パリは燃えているか 」（加古隆作曲）が使われている。
ここで紹介される資料の名前は英語が使われている物は全て日本語に直訳され、芸名、本名関係無しに上の名前と下の名前を逆転して読まれる。
例としてFLASH (写真週刊誌)→『閃光』といわれる名前の雑誌によると…、フライデー→『金曜日』といわれる名前の雑誌によると…、ビートたけし→「たけしビート」、西本はるか→日本語で「海賊」を意味する名前のお笑いコンビを組んでいた「はるか西本」、など。

## 番組一覧
| 回数             | 放送日         | タイトル                                 | 備考                                                                   |
| ---------------- | -------------- | ---------------------------------------- | ---------------------------------------------------------------------- |
| 特別版           | 2011年7月19日  | 音楽史、ブルマー史、オネエ史、岡本夏生史 | ゲスト：Rio、IKKO、岡本夏生                                            |
| The 1st chapter  | 2011年10月1日  | スカートめくり史                         | ゲスト：パンチ佐藤                                                     |
| The 2nd chapter  | 2011年10月8日  | 白ブリーフ史                             | ゲスト：村西とおる、西野翔(モデル*ノンクレジット)                      |
| The 3rd chapter  | 2011年10月15日 | ファミコン史                             | ゲスト：高橋名人                                                       |
| The 4th chapter  | 2011年10月22日 | 巨乳史                                   | ゲスト：西本はるか、野田義治、鈴木ふみ奈(モデル)                       |
| The 5th chapter  | 2011年10月29日 | ブログ・ツイッター史                     | ゲスト：つぶやきシロー                                                 |
| The 6th chapter  | 2011年11月5日  | 人妻史(前編)                             | ゲスト：溜池ゴロー                                                     |
| The 7th chapter  | 2011年11月12日 | 人妻史(後編)                             | ゲスト：岡本麻弥                                                       |
| 特別版(短縮版)   | 2011年11月19日 | 音楽史、ブルマー史、オネエ史、岡本夏生史 | 2011年7月19日放送分の再放送                                            |
| The 8th chapter  | 2011年11月26日 | 童貞史(前編)                             | ゲスト：麻美ゆま                                                       |
| The 9th chapter  | 2011年12月3日  | 童貞史(後編)                             | ゲスト：なし                                                           |
| The 10th chapter | 2011年12月10日 | 美人の価値暴落史                         | ゲスト：小泉麻耶、咲原さおり                                           |
| The 11th chapter | 2011年12月17日 | ラブドール史                             | ゲスト：作間敏夫、加藤健二郎、土屋日出夫                               |
| The 12th chapter | 2011年12月24日 | 性教育史(前編)                           | ゲスト：柏木美里                                                       |
| The 13th chapter | 2012年1月7日   | 性教育史(後編)、友達いないと不安史(前編) | ゲスト：ヒロシ                                                         |
| The 14th chapter | 2012年1月14日  | 友達いないと不安史(後編)                 | ゲスト：門倉貴史、堀江信彦                                             |
| The 15th chapter | 2012年1月21日  | ラーメン屋右傾化史                       | ゲスト：古谷一郎、速水健朗、石神秀幸、鳥肌実、二又一成                 |
| The 16th chapter | 2012年1月28日  | 日本男児M化史                            | ゲスト：なし                                                           |
| The 17th chapter | 2012年2月4日   | マンガの汗史                             | ゲスト：蛭子能収、鬼龍院翔                                             |
| The 18th chapter | 2012年2月11日  | 女装大好き史                             | ゲスト：IZAM、桜塚やっくん                                             |
| The 19th chapter | 2012年2月18日  | 少女激マセ史                             | ゲスト：西村優奈、大堀恵（SDN48）(モデル)                              |
| The 20th chapter | 2012年2月25日  | パンスト秘史 女子高生とナマ足礼賛        | ゲスト：橋元優菜、荒木久美子、横山美雪/希島あいり(モデル)              |
| The 21st chapter | 2012年3月3日   | 美女メガネ史                             | ゲスト：山本優希、小泉梓、峯村優衣、りかちゅう、初美沙希(モデル)       |
| The 22nd chapter | 2012年3月10日  | パワースポット増え過ぎ史と恋愛運         | ゲスト：疋田紗也(パワースポット研究家)、西條るり(モデル)               |
| The 23rd chapter | 2012年3月17日  | 逆ギレ礼賛史 ごめんなさい絶滅社会        | ゲスト：星崎アンリ、波田陽区、川村ゆきえ(モデル)                       |
| The 24th chapter | 2012年3月24日  | てへぺろと就活過剰自己ＰＲ文明           | ゲスト：イジリー岡田、さとう珠緒、アントキの猪木、明日花キララ(モデル) |

## スタッフ
- 吹替え：二又一成
- 日本語ナレーション：山根基世（特別版）、森本智子(1st chap)、白石小百合（2nd chapから16th chapまで）、岩渕梢（17the chap以降）
- 構成：伊藤正宏、興津豪乃、佐藤ちゃっかり、安部裕之
- ロケ技術：マリポーサカンパニー
- 音響効果：柳澤三重子（サウンドエッグノッグ）
- 編集：米沼元之（テクノマックス）
- 編集補：金子満久（テクノマックス）
- MA：榊枝一也（プロセンスタジオ）、伊東謙二（テクノマックス）
- リサーチ：シエ藤、藤田太郎
- デスク：後藤由枝（テレビ東京）
- 番宣：鈴木紀子（テレビ東京）
- AD：出村紀子、岩佐義隆、大音師誠、須之内駿介、田辺夏子、中村優一郎、平井恵祐
- ディレクター：清水友也、国玉靖仁、田中晋也
- プロデューサー：黒田章博、井坂周二
- プロデューサー・演出：高橋弘樹（テレビ東京）
- 制作協力：テレビジョンフィールド
- 製作著作：テレビ東京
- 報酬：無償

## ネット局
| 放送対象地域   | 放送局                | 系列           | 放送期間                      | 放送日時           | 備考      |
| -------------- | --------------------- | -------------- | ----------------------------- | ------------------ | --------- |
| 関東広域圏     | テレビ東京（TX）      | テレビ東京系列 | 2011年10月1日 - 2012年3月24日 | 土曜 24:50 - 25:20 | 制作局    |
| 大阪府         | テレビ大阪（TVO）     | テレビ東京系列 | 2011年10月8日 - 2012年4月28日 | 土曜 25:57 - 26:25 | 35日遅れ  |
| 岡山県・香川県 | テレビせとうち（TSC） | テレビ東京系列 | 2011年10月10日 - 2012年4月9日 | 月曜 24:58 - 25:28 | 9日遅れ   |
| 福島県         | テレビユー福島（TUF） | TBS系列        | 2011年10月26日 - 2012年5月2日 | 水曜 25:20 - 25:50 | 25日遅れ  |
| 北海道         | テレビ北海道（TVh）   | テレビ東京系列 | 2011年11月1日 - 2012年4月17日 | 火曜 25:00 - 25:30 | 31日遅れ  |
| 山形県         | 山形テレビ（YTS）     | テレビ朝日系列 | 2012年4月5日 - 2012年9月6日   | 木曜 25:15 - 25:45 | 187日遅れ |

備考
1. ^2012年1月14日からの放送日時。2011年12月16日までは金曜 26:45 - 27:15に放送されていた（初回を除く。初回は土曜 12:30 - 13:00）。

## 関連書籍
- 著：ジョージ・ポットマン、日本語版著者：高橋弘樹・伊藤正宏『ジョージ・ポットマンの平成史』 大和書房 2012年 ISBN 978-4-479-39225-5

## 関連番組
- 「ポケットモンスターの平成史～火曜から木曜、そして日曜～」（2019年1月4日 7:05 - 8:00） - 本番組のフォーマットで、テレビアニメ「ポケットモンスター」シリーズの歴史を振り返る特別番組。
- 撮影の、一切ないドラマ 蛭子さん殺人事件（2020年12月12日 21:00 - 21:55） - 本番組のフォーマットで、過去映像と映像資料のみで制作されたドラマ。BSテレビ東京で放映。